# Čajići
Čajići (en cyrillique : Чајићи) est un village de Bosnie-Herzégovine. Il est situé dans la municipalité de Cazin, dans le canton d'Una-Sana et dans la fédération de Bosnie-et-Herzégovine. Selon les premiers résultats du recensement bosnien de 2013, il compte 1 445 habitants.

## Démographie

### Évolution historique de la population
| 1948 | 1953 | 1961 | 1971 | 1981  | 1991  | 2013  |
| ---- | ---- | ---- | ---- | ----- | ----- | ----- |
| -    | -    | 783  | 936  | 1 362 | 1 375 | 1 445 |

|  |